# Pachthof (Berlare)
Het Pachthof is een historisch bouwwerk in het gehucht Donk in de Belgische gemeente Berlare.
Het Pachthof is een hoeve op een motte omgeven door een walgracht. De motte stamt vermoedelijk uit de 12e of 13e eeuw en hoorde begin 13e eeuw toe aan Danneel van Berlare, de vermoedelijke oprichter van de Bareldonkkapel ten westen van het Pachthof. Het overblijvende bouwwerk is 17e- en 18e-eeuws. In historische documenten vanaf de 17e eeuw wordt naar het goed verwezen als zijnde een pachthof. In de 18e eeuw was de drukkersfamilie Moretus eigenaar, in de 19e eeuw baron Maurits de Hirsch de Gerenth en na 1930 industrieel en Berlaars burgemeester Alfred Janssens. De site is nog altijd in privébezit. Het bouwwerk werd gerestaureerd in 1999 en doet dienst als bed and breakfast.